# Marcelo Alessandro Gomes da Silva
Marcelo Alessandro Gomes da Silva (sinh ngày 10 tháng 9 năm 1977) là một cầu thủ bóng đá người Brasil.

## Sự nghiệp câu lạc bộ
Marcelo Alessandro Gomes da Silva đã từng chơi cho Yokohama Flügels.